# Agostino Ricci (General)
Agostino Ricci (* 24. Januar 1832 in Savona; † 20. Oktober 1896 in Turin) war ein italienischer General.
Er studierte in Genua die Rechte, trat aber 1848 nach dem Aufstand in Mailand als Leutnant in ein lombardisches Regiment ein und ging nach der Niederlage der Revolution in ein sardinisches Linienregiment über, machte den Krimkrieg mit und zeichnete sich bei Solferino 1859 aus. Zum Kapitän befördert, wurde er mit dem militärischen Unterricht der Prinzen Umberto und Amadeo betraut, 1864 Major und Abteilungschef im Kriegsministerium, 1866 Sekretär der mit der Heeresreform beauftragten Kommission und Lehrer an der Kriegsschule, dann Brigadegeneral und endlich in den Großen Generalstab berufen. Er wurde mit mehreren wichtigen Missionen, unter anderen als Generalleutnant 1885 auch nach Massaua, betraut. 1885 zum Deputierten gewählt, kommandierte er bis 1891 die 4. Militärterritorialdivision in Coni, dann bis 1894 das 2. Armeekorps in Alessandria. 1894 wurde er zum Mitglied des Senats ernannt.

## Werke
- Introduzione allo studio dell’arte militare. Turin 1863.
- Appunti sulla difesa dell’Italia in generale e della sua frontiera nord-ovest in particolare. Turin 1872.

Dieser Artikel basiert auf einem gemeinfreien Text aus Meyers Konversations-Lexikon, 4. Auflage von 1888 bis 1890.
| Personendaten    | Personendaten         |
| ---------------- | --------------------- |
| NAME             | Ricci, Agostino       |
| KURZBESCHREIBUNG | italienischer General |
| GEBURTSDATUM     | 24. Januar 1832       |
| GEBURTSORT       | Savona                |
| STERBEDATUM      | 20. Oktober 1896      |
| STERBEORT        | Turin                 |